# Zhou Xiuhua
Zhou Xiuhua (chinois : 周秀華), née le 8 décembre 1966, est une ancienne rameuse chinoise. Elle est médaillée de bronze aux Jeux de 1988.

## Carrière
Zhou Xiuhua remporte une médaillée de bronze en huit aux Jeux de 1988.

## Palmarès

### Jeux olympiques
- Jeux olympiques d'été de 1988 à Séoul ( Corée du Sud) :
  -  médaille de bronze en huit